# Phare d'Yttergrund
Le phare d'Yttergrund (en finnois : Yttergrundin majakka) est un feu situé sur l'île d'Yttergrund (fi) dans la mer de Botnie, au large de la municipalité de Kristinestad, en Ostrobotnie (Finlande).
Le phare d'Yttergrund est inscrit au répertoire des sites culturels construits d'intérêt national par la Direction des musées de Finlande  en date du 22 décembre 2009.

## Histoire
Ce phare, mis en service en 1892, est le deuxième phare le plus haut de Finlande. Il a été  préfabriqué par la société de Helsinki Kone- ja Siltarakennus (en) et monté à Sörnäinen. La station est complétée par une maison de gardien en bois d'un seul étage et d'autres locaux techniques. Ce phare complétait la signalisation maritime entre Pori et Kaskinen. Le phare a été érigé sur une fondation en béton sur l'île d'Yttergrund. Son escalier intérieur en spirale compte 230 marches. Ses plans ont été exposés dans le pavillon du Grand-Duché de Finlande lors de l'Exposition universelle de 1900 à Paris.
Il a été équipé, dès l'origine, d'un système optique à lentille de Fresnel permettant une portée de 26 milles nautiques (environ 48 km). En 1963, le phare a été automatisé et les gardiens ont quitté la résidence. Il a été restauré, en 1992, pour son 100e anniversaire en 1992.
Le site ouvert aux visites pendant l'été. L'International Lighthouse and Lightship Weekend (en) gère des journées portes ouvertes.

## Description
Le phare  est une tour cylindrique effilée en fonte de 41 mètres de haut, avec triple galerie et lanterne. La tour est peinte en blanc et le tiers supérieur est peint en rouge. Il émet, à une hauteur focale de 44 mètres, trois éclats blancs toutes les 30 secondes. Sa portée nominale est de 16.5 milles nautiques (environ 31 km).
Identifiant : ARLHS : FIN-077 - Amirauté : C4348 - NGA : 17616 .

## Caractéristique dufeu maritime
Fréquence : 30 secondes (W-W-W)
- Lumière : 2.5 secondes
- Obscurité : 2.5 secondes
- Lumière : 2.5 secondes
- Obscurité : 2.5 secondes
- Lumière : 2.5 secondes
- Obscurité : 16.5 secondes

|            |
| La station |

|          |
| Le phare |

### Lien connexe
- Liste des phares de Finlande